# NTP pool
El repositorio NTP pool es una colección dinámica de computadoras de voluntarios de proveer hora exacta a través del Network Time Protocol a clientes de todo el mundo. Los servidores que se encuentran en el repositorio son parte del dominio pool.ntp.org así como de subdominios divididos por zonas geográficas.